# Blankvoorn
De blankvoorn (Rutilus rutilus, synoniem: Leuciscus rutilus) is een vis uit de familie van de karperachtigen. In Nederland is het de meest algemeen voorkomende vis, die in bijna ieder watertype in grote aantallen voorkomt.

## Herkenning
Over het algemeen kan de blankvoorn herkend worden aan de rode vlek in de iris boven de pupil. In de grote rivieren en andere watertypen zijn de ogen soms bleek. Ook de kleur van de vinnen kan variëren, van bleek tot rood. Het bovenlichaam heeft een wat blauwe kleur en het onderlichaam is wit. De aarsvin heeft een korte basis (12-14 vinstralen) evenals de rugvin (12-14). Het aantal schubben langs de zijlijn varieert van 39 tot 48. De blankvoorn is een vrij slank visje maar wordt langzaam wat hoger van bouw bij een groter formaat.
De blankvoorn wordt zo'n 45 centimeter groot. De grootse blankvoorn met een hengel gevangen is 48 cm. Hij bereikt dit formaat vaak in de grote rivieren en in zandafgravingen. In kleinere wateren wordt hij dikwijls niet groter dan 30 centimeter. Hij komt ook vaak in relatief voedselarm water als dominante vis voor en wordt dan niet veel groter dan 25 centimeter.
De blankvoorn kan met veel andere karperachtigen verward worden. Vooral de rietvoorn en winde lijken veel op de blankvoorn, zeker in de jongere stadia.
- De rietvoorn heeft een bovenstandige bek en een sterk oplopende mondspleet. Hij heeft nooit een rode vlek in het oog.
- De winde heeft een ronder lichaam, een grotere bek, kleinere schubben (55-61 schubben langs de zijlijn en bleke ogen.

Doordat karperachtigen in grote scholen paaien, op ongeveer dezelfde tijd en plaats, komen veel hybriden voor. Bij onzekere determinatie of vermoeden van een hybride kan een scherpe digitale foto opgestuurd worden naar een van de onderstaande websites.

## Verspreiding
De blankvoorn is zeer algemeen en leeft in heel Europa ten noorden van Pyreneeën en Alpen, maar niet in Schotland en Ierland; hij komt ook voor in grote delen van West-Azië.

## Levenswijze

### Voedsel
De vis leeft vooral in meren met veel planten, maar ook wel in stromend water en zelfs in brak water. Hij leeft in scholen en eet slakken, tweekleppigen, kreeftachtigen, insectenlarven en plantaardig voedsel. Meestal houden de scholen blankvoorn zich vlak bij de bodem op; alleen bij zeer warm weer komen ze naar het oppervlak. Ruisvoorns zijn in normale omstandigheden wel vaak vlak onder de waterspiegel te zien, waar ze jagen op in het water vallende insecten.
Jonge blankvoorn leeft van watervlooien en muggenlarven. De blankvoorn vindt zijn voedsel op zicht, zodat hij in troebel water de concurrentie verliest met de brasem, een vis die zijn voedsel uitfiltert met zijn kieuwzeef.

### Voortplanting
De paaitijd is in april en mei bij een watertemperatuur van minstens 12 °C. Voor de paai wordt ondiep water opgezocht, soms nog minder dan 15 centimeter diep. De blankvoorn trekt naar geschikte paaigebieden als hij hier de mogelijkheid toe heeft. Ondergelopen gebieden hebben de voorkeur. De paai duurt ongeveer een week.
Het aantal eieren is 200.000 per kilogram lichaamsgewicht. Vissen van 15 centimeter zetten ongeveer 16.000 eieren af. De eieren kleven aan stenen en planten. Afhankelijk van de temperatuur komen ze na vijf tot tien dagen uit. de larven blijven nog twee dagen passief aan de planten of stenen hangen waarbij ze teren op hun dooierzak. Daarna beginnen ze voedsel op te nemen. Als de larven 30 mm groot zijn beginnen de schubben zich te ontwikkelen.
De groei is relatief langzaam vergeleken met die van windes en brasem. Na drie jaar zijn de blankvoorns paairijp.
De paaitijd van de blankvoorn is in april en mei.

### Winter
In de winter trekken de blankvoorns naar diepere en rustige plekken, zoals jachthavens. Ook de roofvis volgt de blankvoorn naar deze overwinteringsplekken.

### Ecologische betekenis
De blankvoorn wordt veel gegeten door grotere vissoorten zoals snoek, snoekbaars en baars. Ook visetende watervogels eten veel blankvoorn. De blankvoorn neemt door zijn massale voorkomen dus een belangrijke plaats in in het voedselweb van het water.
De blankvoorn vindt zijn voedsel op zicht en zal in erg troebele wateren de concurrentie met brasem verliezen, waardoor de brasem daar het leeuwendeel van de biomassa vertegenwoordigt. In erg voedselarme wateren zien we vaak blankvoorn en baars als dominante vissen, waarschijnlijk door de van nature langzame groei van deze twee soorten.

## Visserij
De blankvoorn wordt in Nederland niet gegeten, maar is wel belangrijk als voedselbron voor commercieel belangrijkere vissen als snoekbaars, baars en snoek.
Ondanks zijn wat kleine formaat is het door zijn massale voorkomen een vis waar heel veel op gevist wordt door sportvissers met fijn materiaal. In de winter kunnen ook mooie vangsten worden gerealiseerd op de overwinteringsplaatsen, zelfs met de vliegenhengel

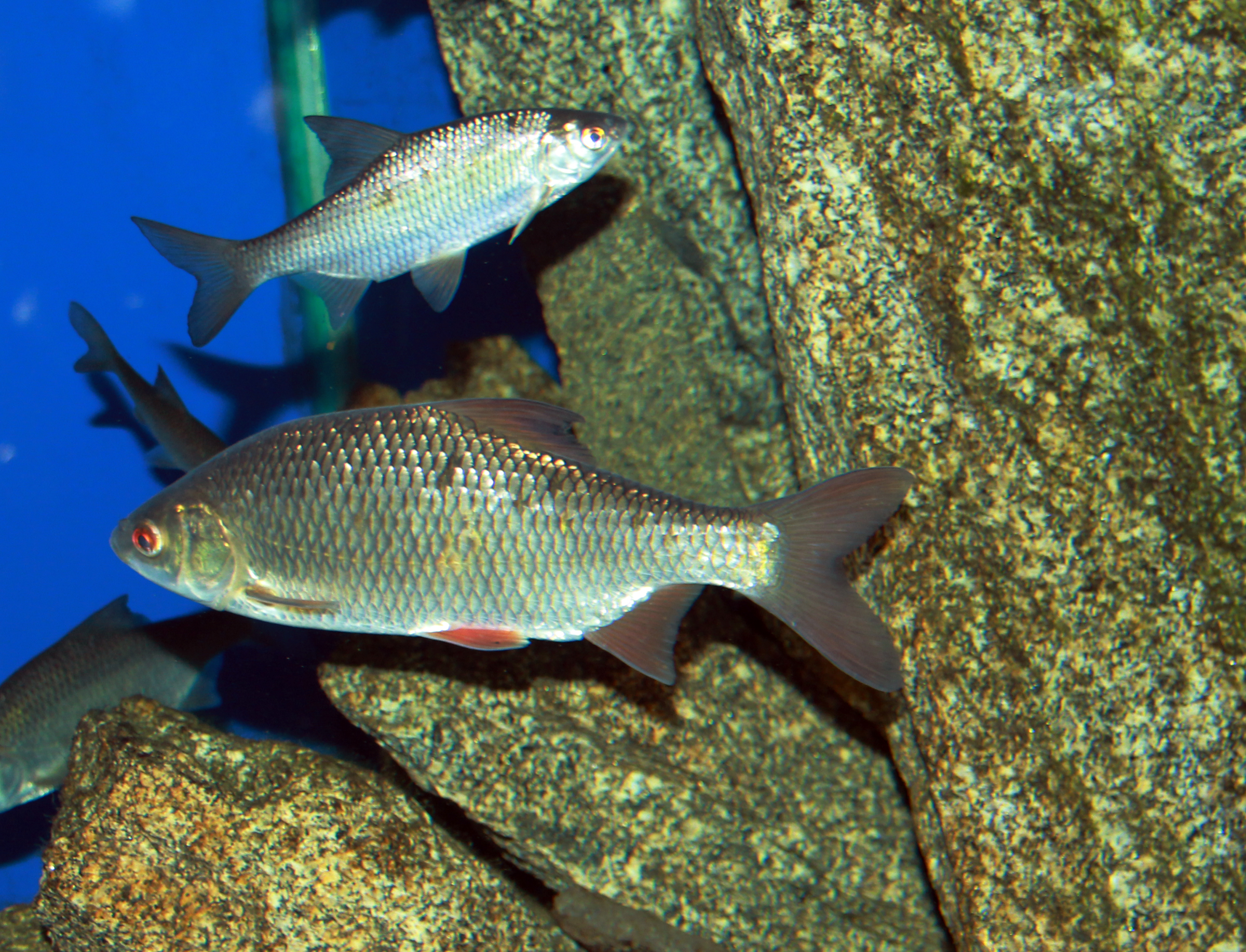
Exhibion of Vltava fish in Prague
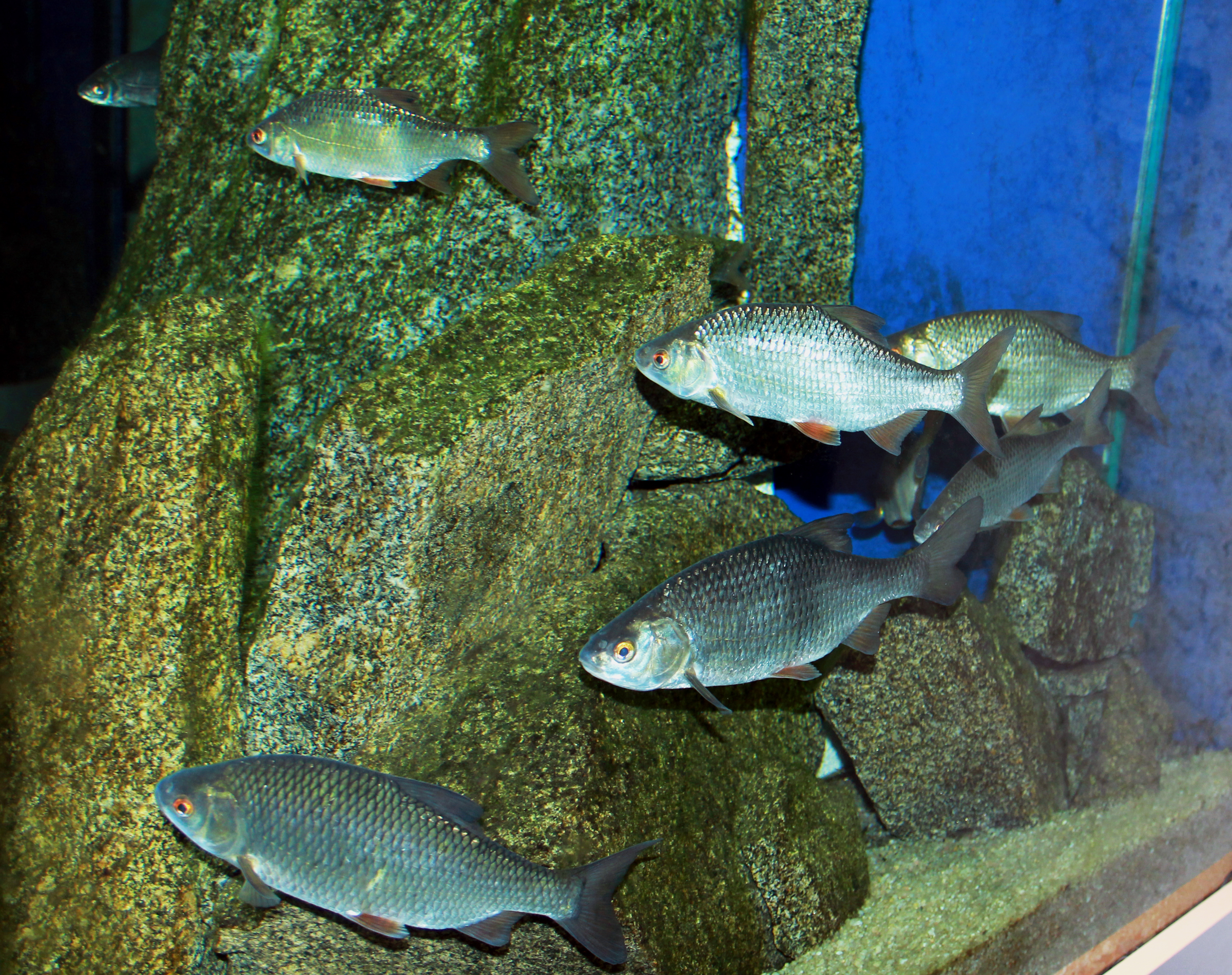
Exhibion of Vltava fish in Prague
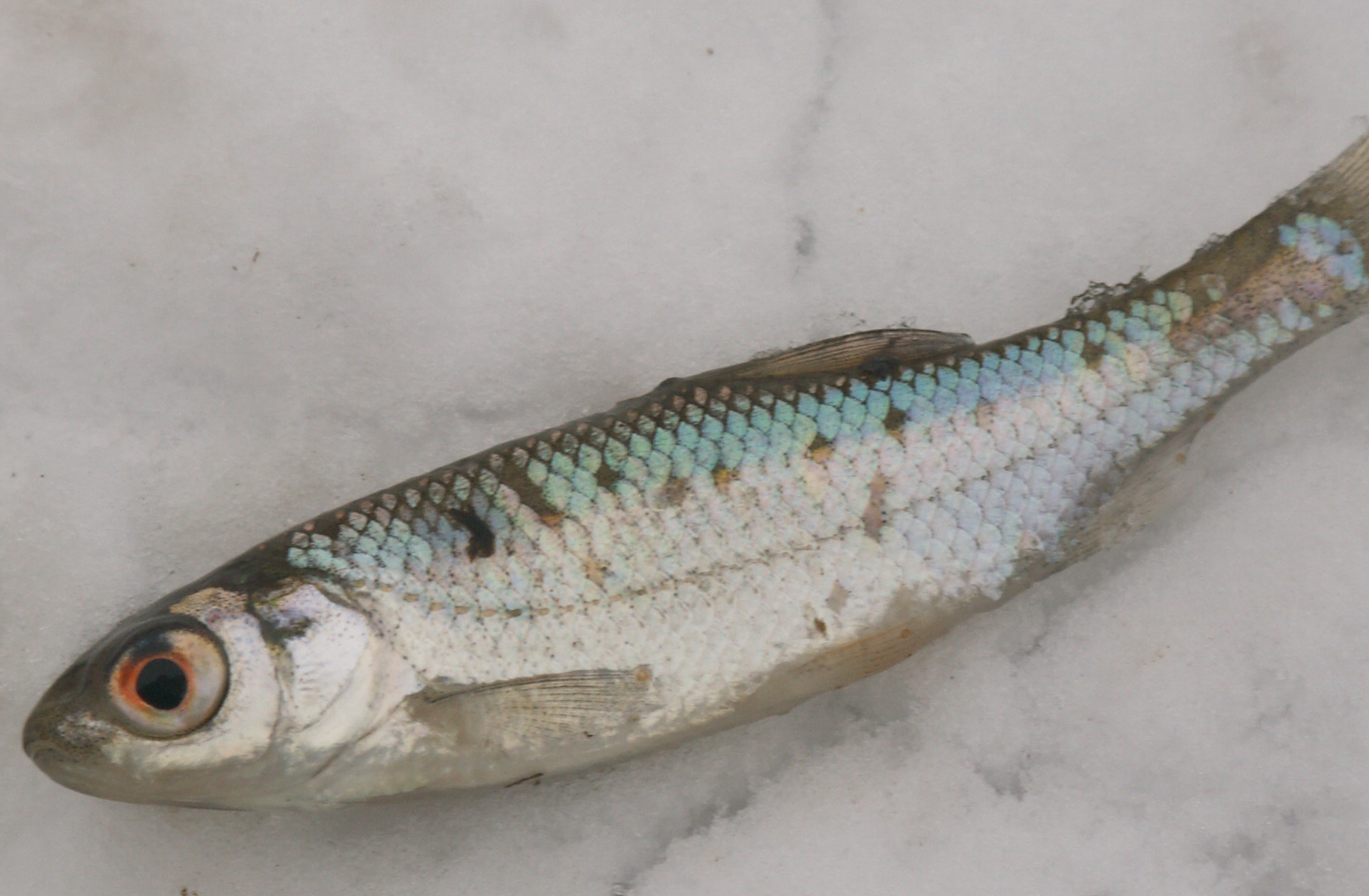
Blankvoorn na eerste winter
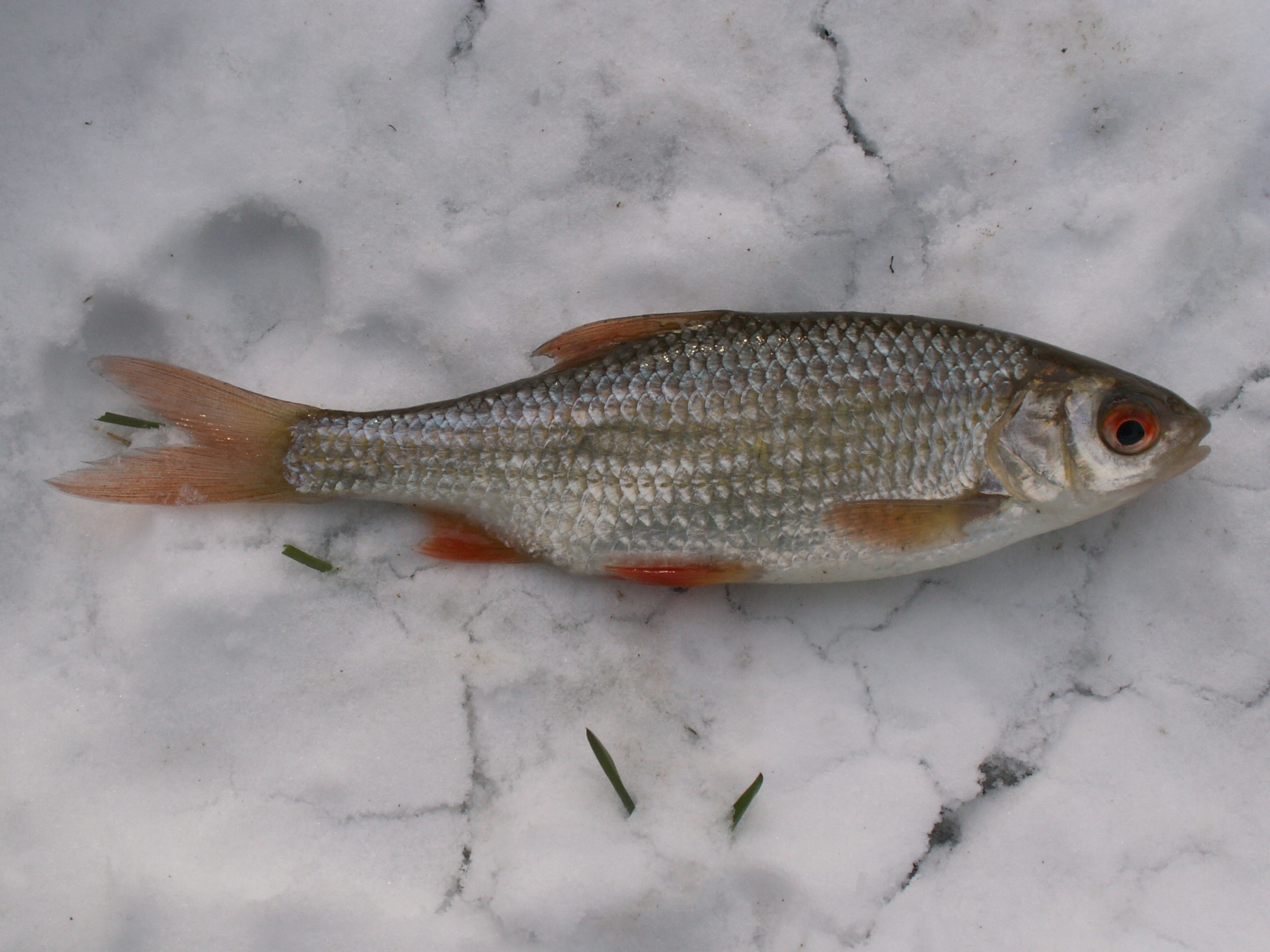
Typische blankvoorn
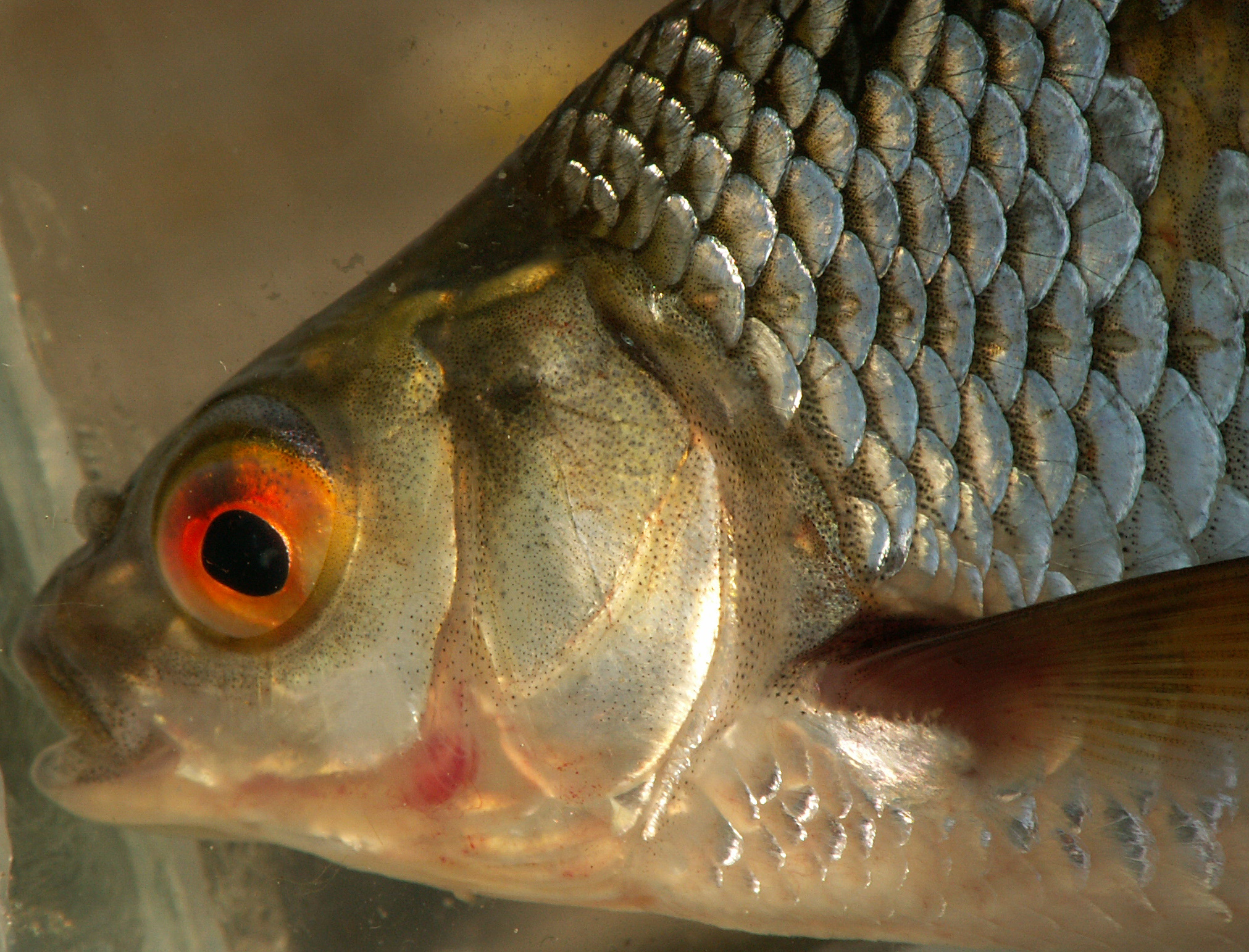
Kop van blankvoorn
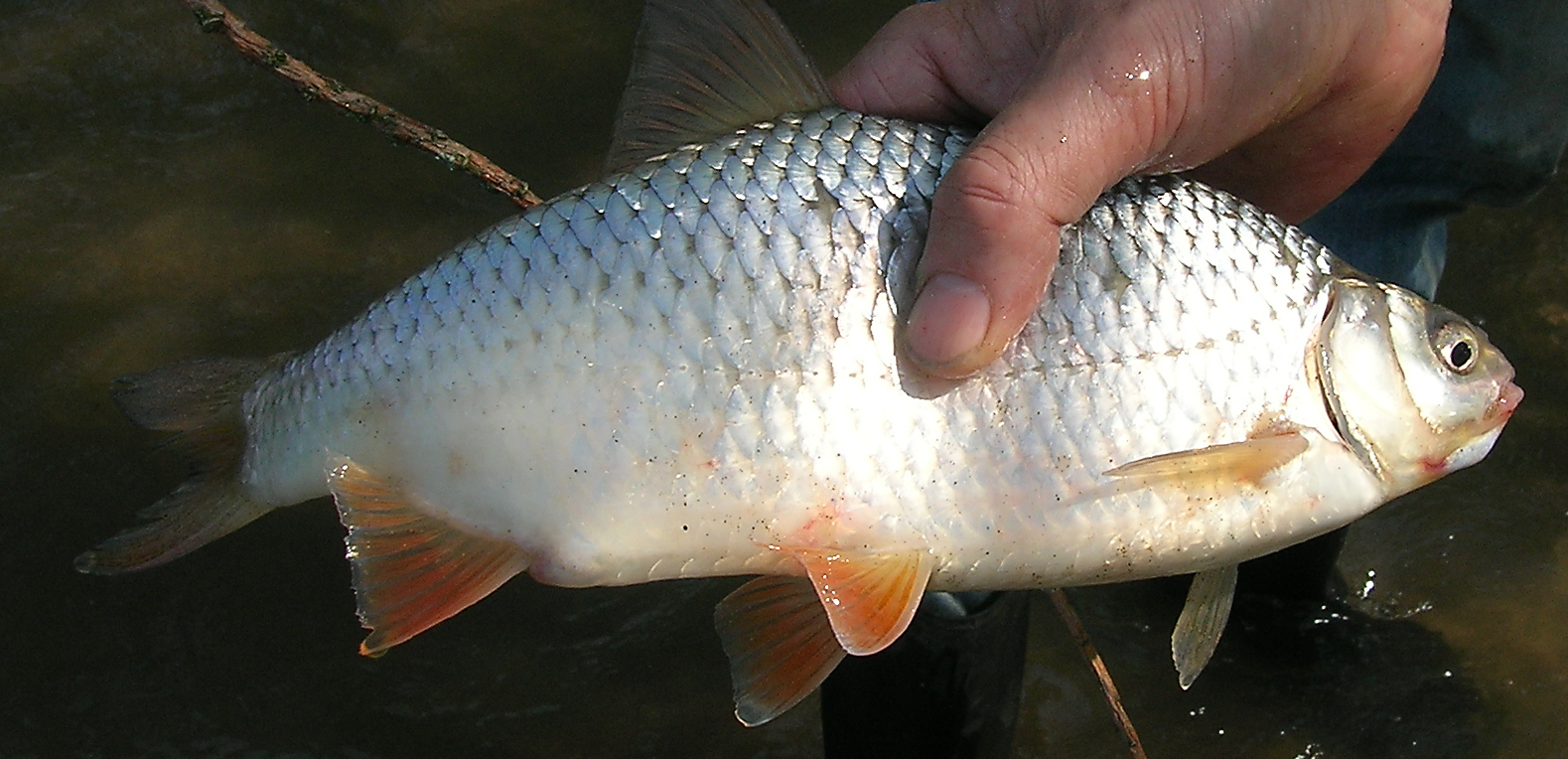
Grote, wat bleke blankvoorn uit de Waal

## Naam in andere talen
- Duits: Plötze, Rotauge
- Engels: roach, minnow
- Frans: gardon ordinaire